# Tetrastichus armandii
Tetrastichus armandii är en stekelart som beskrevs av Yang 1996. Tetrastichus armandii ingår i släktet Tetrastichus och familjen finglanssteklar. Inga underarter finns listade i Catalogue of Life.